# Tatiana Godovalnikova
Tatiana Godovalnikova (em russo:  Татьяна Годовальникова; Sebastopol, URSS, 31 de dezembro de 1962) é uma artista contemporânea russa. Museus na Rússia, Alemanha e Japão, bem como colecionadores particulares em Israel, Polônia, Grã-Bretanha, Alemanha e Suíça têm a arte de Godovalnikova. Suas obras também são apresentadas no Museu de Arte de Sebastopol e no Museu Estadual de Defesa Heroica e Libertação de Sebastopol. Em 1992 tornou-se membro da União dos Artistas da Rússia e da Associação Internacional de Arte (IAA/ AIAP) – UNESCO.

## Biografia
Tatiana Godovalnikova nasceu na cidade costeira de Sebastopol em uma família artística com fortes tradições culturais. Seu pai era artista e escritor. Sua mãe, Alexandra Sukhaya, é uma famosa escultora russa. Desde a infância, Tatiana foi cercada pelo amor às belas artes, música clássica e literatura. Em tenra idade, ela decidiu se tornar uma artista inspirada na beleza das obras de arte de seus pais. Tatiana começou a se interessar pelo impressionismo russo já a partir dos 15 anos. Seu pintor russo favorito era e ainda é Konstantin Korovin.

## Educação
1. Escola de Arte de Sevastopol, 1978.[6]
2. Escola de Arte N.S. Samokish, 1984.[4][5]
3. Academia Nacional de Artes Visuais e Arquitetura, Kiev, URSS, 1990.[6]

## Carreira
- 1984– Início da atividade criativa de Tatiana.
- 1986 – participação ativa em diversas exposições regionais e internacionais.
- 1994–1999 – diretora artística do Teatro Juvenil de Sevastopol, realizando 7 apresentações.
- 1992–2019 – participação em inúmeras exposições coletivas e individuais na Crimeia, Ucrânia, Rússia, Montenegro, Marrocos, Noruega, Itália, Reino Unido, Alemanha, Japão, França e Suíça.[7]

## Exposições

### exposições coletivas
- 1986 – exposição regional da Juventude da Crimeia em Simferopol.
- 1992 – exposição de aspirantes na sala de exposições do Sindicato dos Artistas Regionais em Simferopol.
- 1992 – exposição conjunta de artistas da Criméia em Gütersloh, Alemanha.
- 1994 – exposição conjunta de artistas da Criméia em Vladivostok, Rússia, e mais adiante no Japão.
- 1999 – na Mitetz Art Gallery em Kiev.
- 1999 – na Yaroslavna Art Gallery em Kiev.
- 2000 – na Galeria de Arte Pektoral em Kiev.
- 2008 – na Stoletije Art Gallery, Central House of Artist em Moscou.
- 2011 – participação no plein air internacional, Montenegro, International Fund for Cultural Heritage.
- 2012 – Exposição de Aniversário dos Laureados do Fundo Internacional para o Patrimônio Cultural, São Petersburgo.
- 2012, 2014 – artista residente Galleri Froya og Sommerakademiet, Noruega.
- 2013, 2016 – artista residente Cite Des Arts, Paris, França.
- 2014 – artista residente Castello Di Boca, Montenegro.

### Exposições individuais
- 1990 – na sala de exposições do Sindicato dos Artistas da Ucrânia, Sevastopol.
- 1996 – na sala de exposições do Centro Empresarial e Cultural, Sevastopol.
- 1996 – na Private Gallery em Zurique, Suíça.
- 1999 – exposição na Or Art Gallery em Kiev.
- 2007 – no Museu de Arte, Sevastopol.
- 2008 – na Antiqua, Galeria de Arte em São Petersburgo.
- 2009 – na Casa do Artista da Crimeia em Simferopol.
- 2009 – na Duma Estatal da Federação Russa, Moscou
- 2010 – em Gostiny Dvor, Clube Internacional de Petróleo e Gás, Moscou.
- 2010 – na Biblioteca de Arte Bogolyubov, Moscou.
- 2011 – no Palácio de Catarina, Moscou.
- 2011 – na Casa dos Jornalistas, Moscou.
- 2016 – no Ministério das Relações Exteriores, Moscou.[8]
- 2017 – na Sede da ONU, Dias da Cultura Russa, Genebra.[9]
- 2019 – no Conselho da Federação da Federação Russa.[3]

## Tipos de arte

### Retrato
Trabalhando principalmente com natureza morta e paisagem, Godovalnikova gosta de fazer retratos e, principalmente, pintar crianças e mulheres. Seu amor pela grande pintura de Camille Corot e outros impressionistas franceses a ajudou a desenvolver seu próprio estilo com um retrato sensível do assunto e profundidade de cores.

### Ícones
No início da década de 1990, Godovalnikova foi abençoada pela Igreja Ortodoxa Russa como pintora de ícones. Ela é a pintora de ícones mais reconhecida em Sevastopol. Suas melhores obras adornam as iconóstases de muitas igrejas da cidade dos heróis. Eles são adorados na Catedral de Queroneso — o túmulo dos notáveis almirantes da Marinha Russa no Monastério de São Jorge, Orlin – na Igreja dos Serafins de Radonezh, em Balaclava. E umas boas duas dúzias de ícones – na Lavra de Pochaeve na região de Ternopil, nas catedrais de Tchernivtsi, em coleções particulares em Sebastopol, Moscou, São Petersburgo, e na Holanda.

## Prêmios
- "Retrato da mãe", Museu de Arte de Sevastopol.
- "Girassóis", Museu de Arte de Sevastopol
- "Minha Sebastopol", Museu de Defesa e Libertação Heroica de Sevastopol.[10]
- Medalha de ouro personalizada com o nome de Vasily Shukshin pela contribuição à cultura russa, 2015.[12]

## Galeria

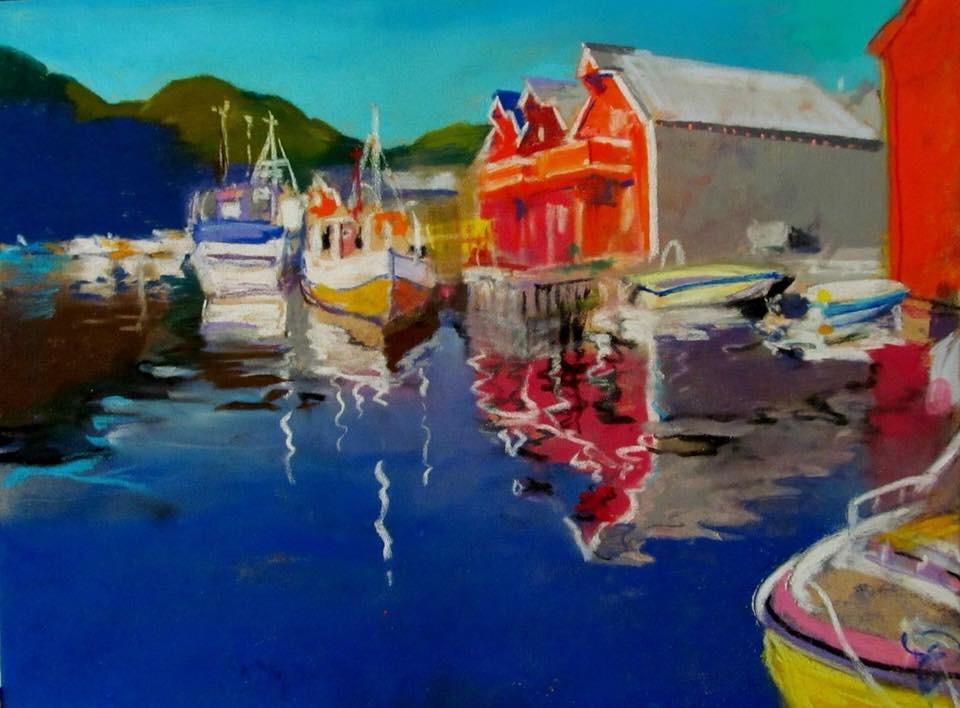
Tatiana Godovalnikova. "Sólido azul de água". óleo sobre tela
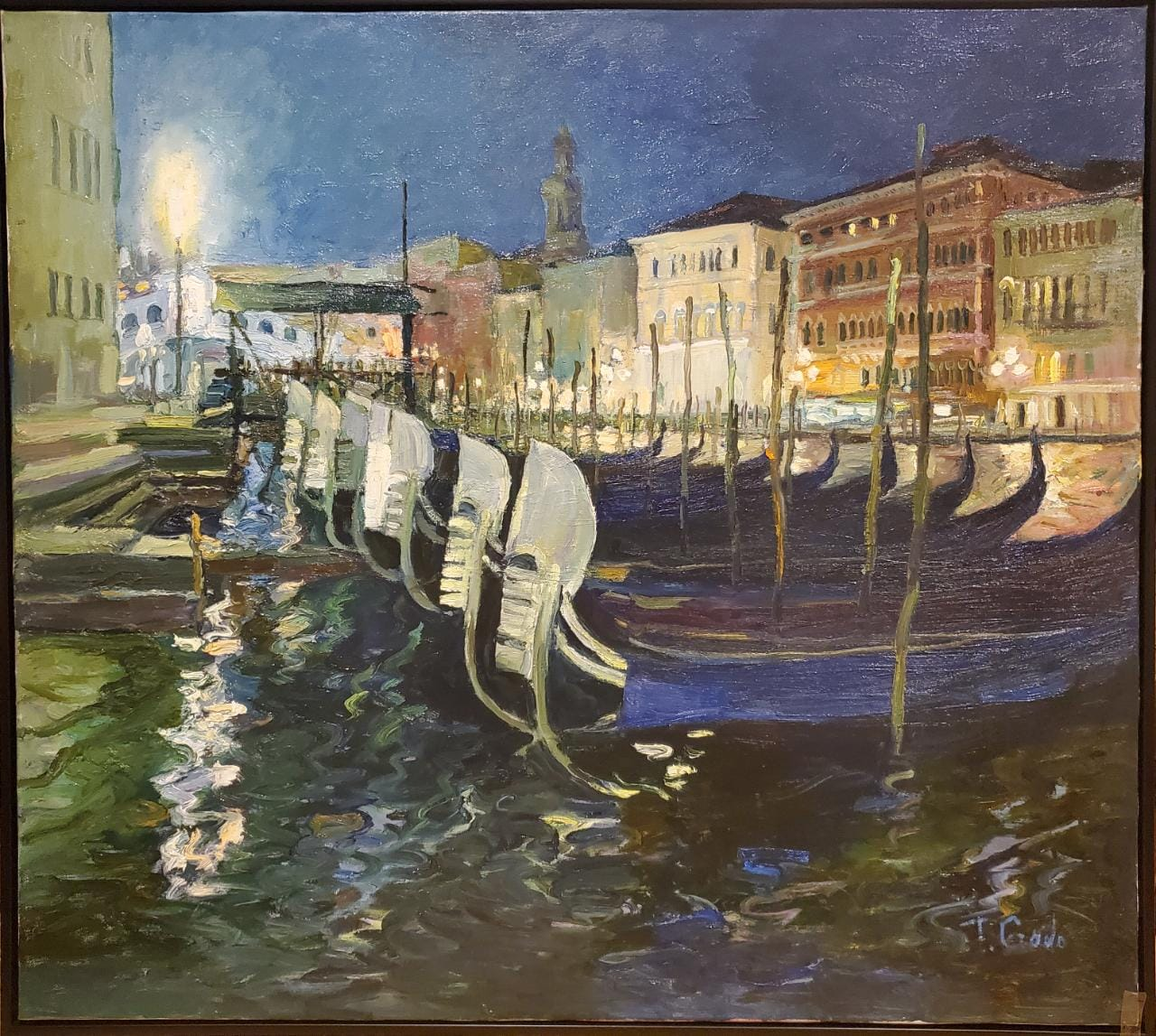
Tatiana Godovalnikova. "Noite Veneza". óleo sobre tela
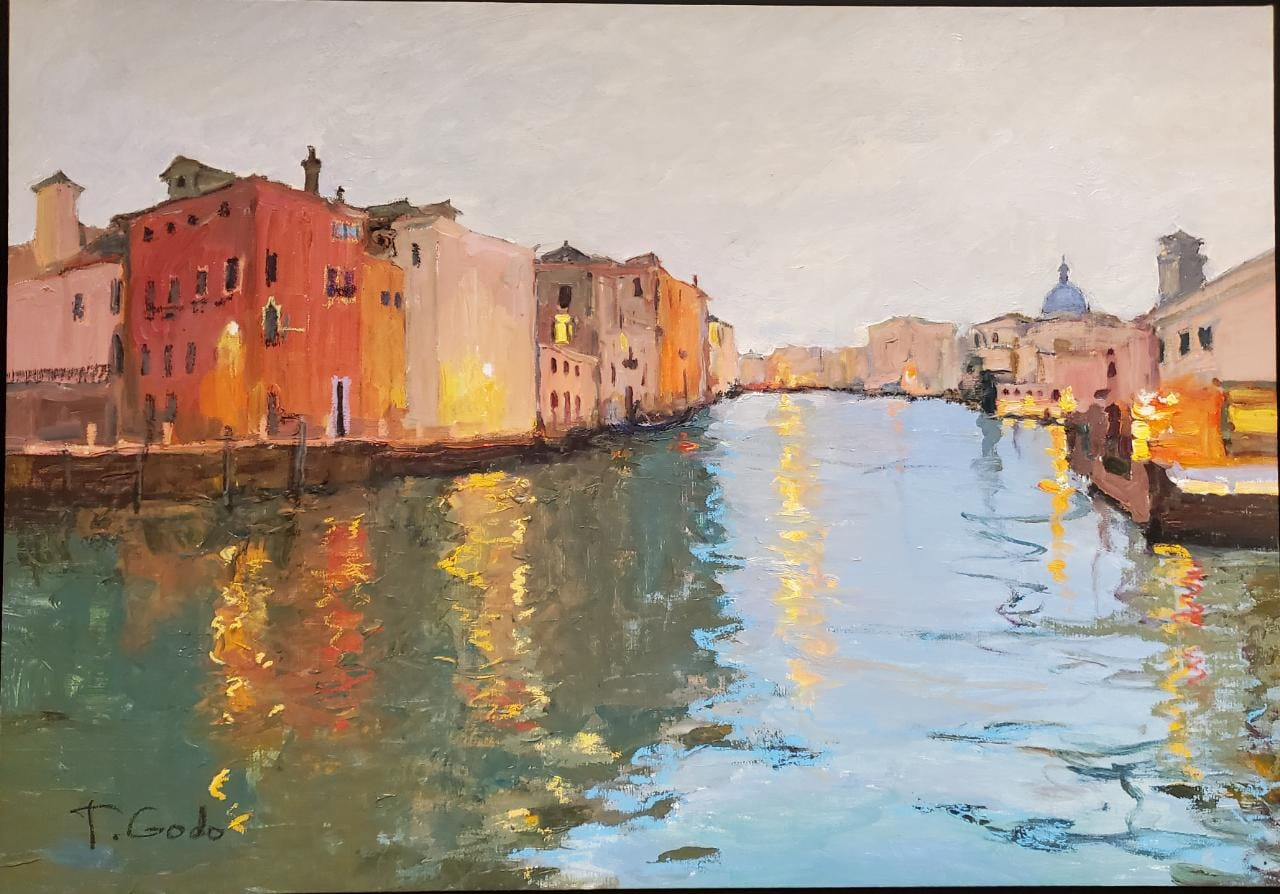
Tatiana Godovalnikova. "Canais e reflexões". óleo sobre tela
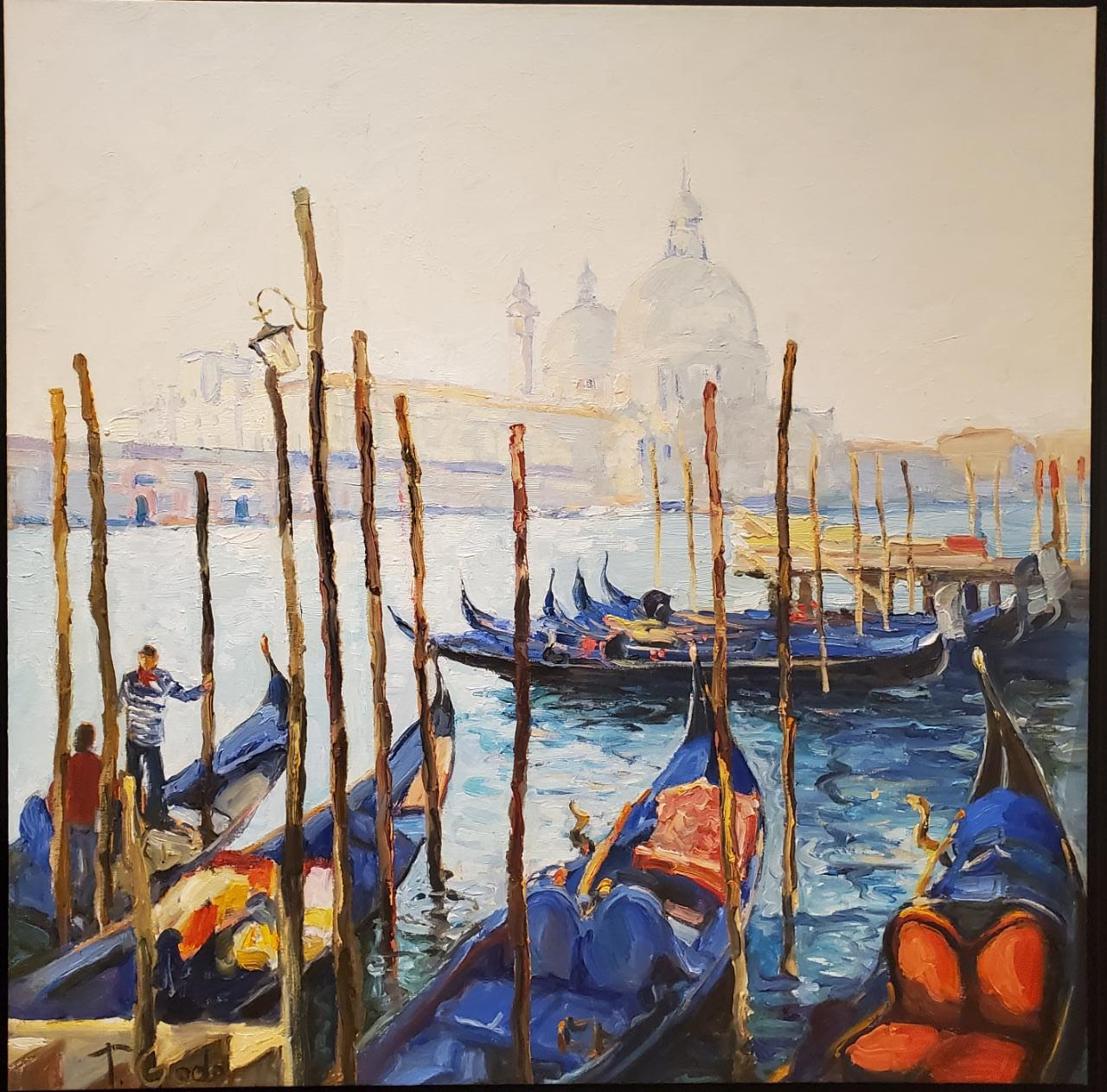
Tatiana Godovalnikova. Gôndolas azuis, 80x80 Óleo sobre tela